# Magnum principium

Papstwappen von Franziskus

Magnum principium (deutsch: das große Prinzip, der wichtige Grundsatz) ist ein Apostolisches Schreiben, mit dem Papst Franziskus in Form eines Motu proprio das Kirchenrecht bezüglich der Übersetzung liturgischer Texte aus dem Lateinischen neu regelt. Konkret handelt es sich um die Novellierung des can. 838 des  Codex des Kanonischen Rechts. Das Schreiben wurde am 9. September 2017 veröffentlicht und trat am 1. Oktober 2017 in Kraft. Die bestehenden Rechtstexte wurden dementsprechend angepasst, vor allem die Übersetzerinstruktion Liturgiam authenticam von 2001.

## Bedeutung
Das Hauptanliegen dieser kanonischen Änderung zielt auf die Verständlichkeit der Liturgie ab. Lag die Zuständigkeit, die Verantwortung und Prüfung von übersetzten Liturgietexten und liturgischen Büchern bisher allein beim Heiligen Stuhl, so werden diese Kriterien nun auf die Bischofskonferenzen übertragen. Hierzu heißt es jetzt:

„Die Bischofskonferenzen haben die innerhalb der festgesetzten Grenzen angepassten Übersetzungen der liturgischen Bücher in die Volkssprachen getreu und angemessen zu besorgen und zu approbieren sowie die liturgischen Bücher für die Regionen, für die sie zuständig sind, nach der Bestätigung durch den Apostolischen Stuhl herauszugeben.“

Zur Reichweite dieser Kompetenz legt das Recht fest, dass sie innerhalb der festgelegten Grenzen gehalten und „getreu und angemessen“ (fideliter et convenienter). Nach wie vor sei es das Ziel, durch die Übertragung in die Volkssprache das getreu zum Ausdruck zu bringen, was die Kirche durch die lateinische Sprache mitteilen wollte (fideliter communicandum est certo populo per eiusdem linguam id, quod Ecclesia alii populo per Latinam linguam communicare voluit). Jedoch sei diese Treue nicht immer durch eine wortwörtliche Übersetzung einzelner Wörter zu erzielen, sondern sei „aus dem Kontext der gesamten Mitteilungshandlung und entsprechend der eigenen literarischen Gattung“ zu beurteilen (fidelitas non semper iudicari potest ex singulis verbis, immo vero in contextu ex toto communicationis actu et secundum genus dicendi proprium).
Die örtlichen Bischofskonferenzen haben jetzt mehr Verantwortung für die Übersetzung der liturgischen Texte in die jeweiligen Landessprache, aber dabei auch einen größeren Spielraum. Dem einzelne Diözesanbischof stehe  es „in der ihm anvertrauten Kirche zu, innerhalb der Grenzen seiner Zuständigkeit Normen für den Bereich der Liturgie zu erlassen, an die alle gebunden sind“. In diesem Zusammenhang erinnert Franziskus an die Konstitution über die Heilige Liturgie des Zweiten Vatikanischen Konzils Sacrosanctum Concilium. Dort heißt es, die Verwendung landessprachlicher Elemente könne zwar „für das Volk sehr nützlich“ sein, müsse aber von der „für das Gebiet zuständigen Autorität approbiert werden“ und bedürfe „der Billigung, das heißt der Bestätigung durch den Apostolischen Stuhl“. Dies fordert das neue Motu Proprio ebenfalls ein.

## Verfahren
Allen liturgischen Büchern wie dem Messbuch, dem Stundenbuch und den  Ritualien für die Sakramente liegt ein lateinischer Text zu Grunde, die so genannte Editio typica. Zwecks Übersetzung setzen die zuständigen örtlichen Bischofskonferenzen Fachgremien ein. Der übersetzte Text wird sodann von der Bischofskonferenz geprüft und mit Approbation angenommen. Der approbierte Text wird der Kongregation für den Gottesdienst und die Sakramentenordnung vorgelegt und nach der jetzigen neuen Regelung nicht mehr überprüft wie bisher (recognitio), sondern bestätigt (confirmatio).
Die Deutsche Bischofskonferenz beschäftigte sich mit diesem Erlass auf ihrer Vollversammlung vom 25. bis 28. September 2017 in Fulda und kündigte an, dass sich die Liturgiekommission mit dem Dokument ab Anfang Oktober 2017 befassen werde.
Der Kardinalpräfekt der vatikanischen Kongregation für den Gottesdienst und die Sakramentenordnung, Kurienkardinal Robert Sarah, hatte nach Erscheinen des Motu proprio dieses stark einschränkend interpretiert; im Internet erschien ein anonymer Kommentar zum Text, der ihm zugeschrieben wird. Papst Franziskus rügte im Oktober 2017 in einem öffentlichen Schreiben den Kardinal und widersprach dem „Kommentar“ an mehreren Stellen. Der Papst bekräftigte, bei der Übersetzung liturgischer Texte seien drei Aspekte besonders zu berücksichtigen: die Treue gegenüber dem lateinischen Original, Besonderheiten der Zielsprache sowie Verständlichkeit in der Zielgruppe.

## Hintergrund
Vorausgegangen waren Konflikte zwischen einzelnen Bischofskonferenzen und dem Vatikan über die muttersprachliche Textgestalt bei der Überarbeitung liturgischer Bücher. Ein deutschsprachiges Rituale für Begräbnisfeiern war 2009 mit vatikanischer Genehmigung erschienen, wurde jedoch nach einem Jahr von der Deutschen Bischofskonferenz nach starken Protesten vieler Priester zurückgezogen; seitdem wird eine vorläufige Arbeitsübersetzung der Editio typica verwendet. Nach diesen Erfahrungen setzten die deutschen Bischöfe im Jahr 2013 auch die Neuübersetzung des römischen Messbuchs aus, zu der der Vatikan sie 2005 gemahnt hatte. Ähnliche Erfahrungen der betroffenen Bischofskonferenzen liegen auch in Japan und bei den englischen Übersetzungen der Messbücher vor, wo die wörtliche Übersetzung aus dem Latein im englischen Messbuch zu gestelzten und technischen Formulierungen führte, die im Alltag nicht gebräuchlich sind und nicht verstanden werden. Papst Franziskus will diese Problematik jetzt lösen, indem er den Bischofskonferenzen und Diözesanbischöfen eine stärkere Verantwortung zuweist. Andererseits weisen Beobachter darauf hin, dass in verbreiteten Sprachen wie dem Englischen, wo zahlreiche Bischofskonferenzen beteiligt seien, lange Debatten und Verwirrung über unterschiedliche Formulierungen entstehen könnten.